# Peleproctus dolichurus
Peleproctus dolichurus (лат.) — ископаемый вид мелких наездников, единственный в составе монотипического рода Peleproctus из семейства Peleserphidae (Proctotrupoidea). Меловой период: Бирманский янтарь (около 100 млн лет). Юго-Восточная Азия: Мьянма.

## Описание
Мелкие перепончатокрылые наездники, длина тела 8,5 мм; длина переднего крыла 4,9 мм. Усики из 21 членика (длина усиков 4,4 мм), скапус короткий (примерно в 2 раза длиннее своей ширины). Голова большая, прогнатическая, примерно в 1,5 раза шире переднеспинки (длина головы 1,5 мм, ширина 1,7 мм). Глаза крупные, широко разделённые друг от друга. Пронотум удлинённый с прямым задним краем. Заднее крыло с закрытой базальной радиомедиальной ячейкой. Церки очень длинные, яйцеклад немодифицированный, его длина почти равна длине брюшка.
Вид был впервые описан в 2018 году российским гименоптерологом и палеоэнтомологом Александром Павловичем Расницыным (Палеонтологический институт РАН, Москва) и группой китайских энтомологов (Qi Zhang; Bo Wang; Haichun Zhang). Родовое название скомбинировано из имён родов Pelecinus и Proctotrupes.